# Maximilien Jaunez
Maximilian von Jaunez (1873-1947) est un entrepreneur et homme politique franco-allemand. Il fut député au Reichstag de 1903 à 1907.

## Biographie
Max Jaunez naît le 9 mars 1873 à Sarreguemines dans une famille de notables mosellans. Fils du député Edouard von Jaunez, anobli par l'empereur Guillaume II, son avenir semble assuré. Il étudie à l'université de Strasbourg, puis à Iéna, où il obtient un doctorat de droit en 1896. En 1900, il est élu conseiller général du canton de Volmunster. Il le restera jusqu'en 1917. Représentant les électeurs de l'arrondissement de Metz-Campagne au sein de l'Alsace-Lorraine, Maximilian von Jaunez est élu au Reichstag, en juin 1903. Député sans étiquette, il gardera son siège jusqu'en janvier 1907. Au début de la Première Guerre mondiale, il émigre en Suisse. En mars 1917, Maximilian von Jaunez est déchu de la nationalité allemande, perdant ses mandats électifs. 
Il meurt dans sa ville natale le 9 mai 1947.

## Vie privée
En 1903, il se marie à Jeanne dite Pata de Montagnac (1882-1966), cantatrice lyrique amatrice, qui chantait notamment dans le salon musical parisien de Marguerite de Saint-Marceaux. Le couple a deux enfants, Bertrand et Hélène (née en 1908, morte en 2003, elle épouse Jean de Vogüé en 1927). Jeanne vit entre le château de son mari, à Rémelfing, et un appartement au 82 boulevard de Courcelles (Paris). Le couple se sépare en 1912 et Jeanne déménage 25 avenue de Villiers. 
Dans les années 1920, elle est propriétaire du château des Clayes, à l'ouest de Paris, où elle amorce des travaux de restauration. En 1925, elle se remarie avec Charles de Polignac. Sa fille Hélène Jaunez est également connue sous le nom de Nelly de Vogüé et a été la maîtresse d'Antoine de Saint Exupéry. Pierre Chevrier est le pseudonyme utilisé par Hélène de Vogüé (dite Nelly de Vogüé) pour publier les Carnets d'Antoine de Saint-Exupéry. Elle a été une des premières femmes chef d'entreprise en France en s'occupant des industries céramiques familiales.[réf. nécessaire]

## Sources
- Hermann A. L. Degener:Wer ist’s?, 1914.